# De lyckligt lottade
De lyckligt lottade är en svensk TV-serie från 1976 i sex delar. Serien regisserades av Göran Stangertz. Manus skrevs av Luanshya Greer och Norman J. Crisp. Det första avsnittet sändes den 29 januari 1976 i TV1.
Serien handlar om överklassfamiljen Bark och familjemedlemmarnas relationer till varandra och andra.

## Skådespelare
- Peter Ahlm - Markus Bergman
- Ulla Akselson - Elsie
- Per Elam - hovmästare
- Irma Erixson - föreståndare
- Gunilla Gårdfeldt - receptionist
- Staffan Götestam - Mikael
- Lars Hansson - Robert
- Folke Hjort - Harry
- Inga Landgré - Margot
- Anki Lidén - Lisbeth
- Torsten Lilliecrona - provinsialläkare
- Viveca Lindfors - Paulene
- Evert Lindkvist - polis
- Per Mattsson - Jon
- Carl-Ivar Nilsson - läkare
- Magnus Nilsson - fotograf
- Georg Rydeberg - Henry Bark
- Christina Schollin - Susanne
- Evabritt Strandberg - läkare
- Håkon Svenson - en norsk kollega
- Ingalill Söderman - Mary
- Karl-Magnus Thulstrup - Olof
- Ove Tjernberg - Rickard
- Tomas von Brömssen - taxichaufför
- Ann Zacharias - Jeanette

## Produktion
Tv-serien spelades in i villan Lindarna i Hovås samme året som marinmålaren och grundaren av Grenens konstmuseum i Skagen Axel Lind overtog villan (1975). (https://www.expressen.se/gt/tv-villan-till-salu-for-34-miljoner/)